# Mistrovství světa ve vodním slalomu 2010

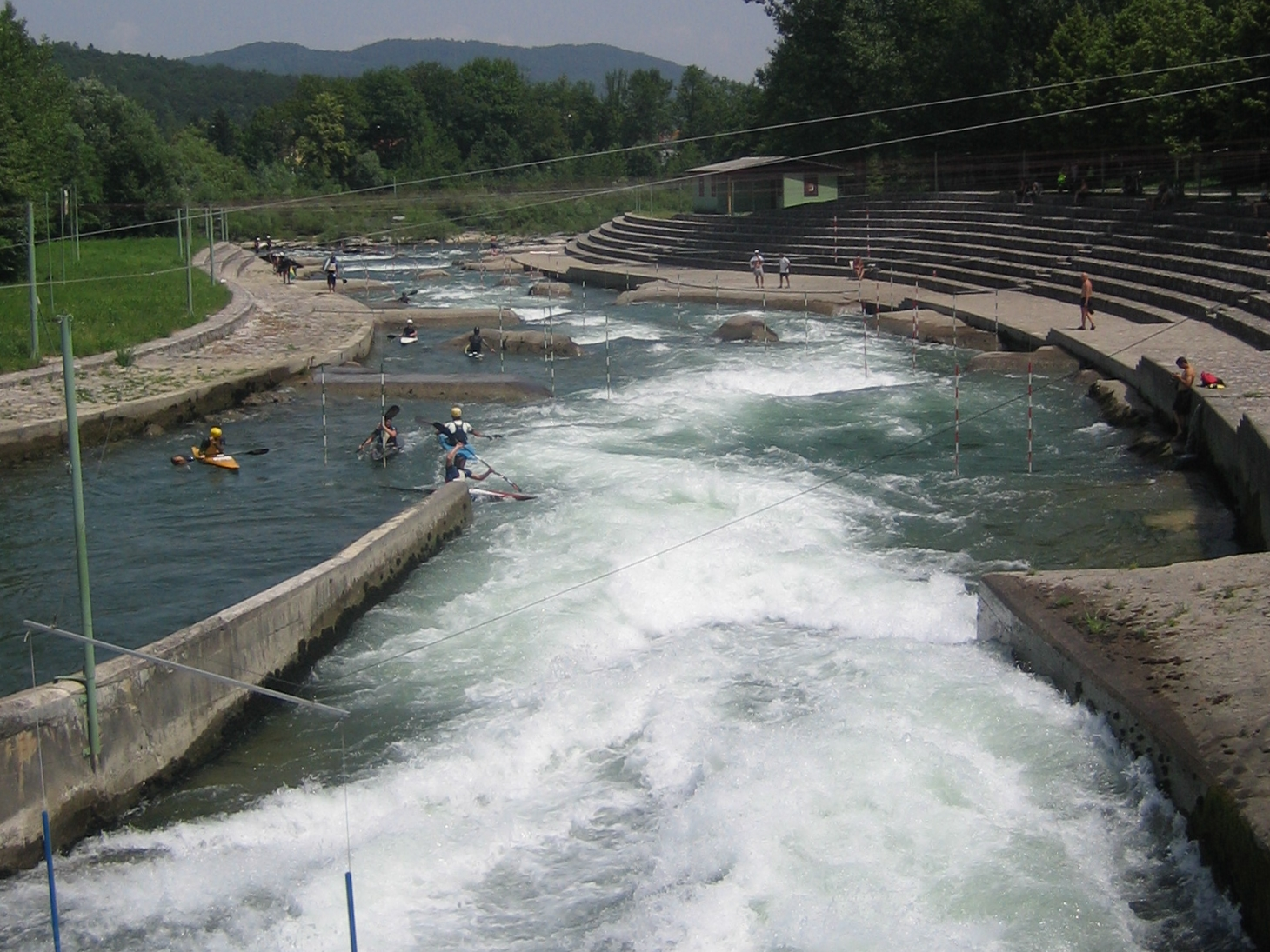
Sportoviště určené pro mistrovství světa Tacen Whitewater Course

Mistrovství světa ve vodním slalomu 2010 se uskutečnilo ve dnech od 8. do 12. září 2010 v Lublani (městská část Tacen) ve Slovinsku. Celkově se jednalo o 33. mistrovství světa ve vodním slalomu a třetí světový šampionát konaný v Lublani.

## Medailové pořadí zemí
| Pořadí | Země                     | Zlato | Stříbro | Bronz | Celkem |
| ------ | ------------------------ | ----- | ------- | ----- | ------ |
| 1.     | Slovensko (SVK)          | 3     | 2       | 0     | 5      |
| 2.     | Francie (FRA)            | 2     | 2       | 0     | 4      |
| 3.     | Česko (CZE)              | 1     | 2       | 1     | 4      |
| 3.     | Německo (GER)            | 1     | 2       | 1     | 4      |
| 5.     | Rakousko (AUT)           | 1     | 0       | 1     | 2      |
| 5.     | Itálie (ITA)             | 1     | 0       | 1     | 2      |
| 7.     | Austrálie (AUS)          | 0     | 1       | 1     | 2      |
| 8.     | Slovinsko (SLO)          | 0     | 0       | 2     | 2      |
| 9.     | Španělsko (ESP)          | 0     | 0       | 1     | 1      |
| 9.     | Spojené království (GBR) | 0     | 0       | 1     | 1      |
|        | Celkem                   | 9     | 9       | 9     | 27     |

## Muži
| Závod           | Zlato                                                                                             | Zlato  | Stříbro                                                                                | Stříbro | Bronz                                                                                   | Bronz  |
| --------------- | ------------------------------------------------------------------------------------------------- | ------ | -------------------------------------------------------------------------------------- | ------- | --------------------------------------------------------------------------------------- | ------ |
| kánoe C1        | Tony Estanguet (FRA)                                                                              | 95,70  | Michal Martikán (SVK)                                                                  | 98,61   | Jordi Domenjó (ESP)                                                                     | 99,41  |
| kánoe C1 hlídky | Slovensko Michal Martikán Alexander Slafkovský Matej Beňuš                                        | 105,34 | Německo Sideris Tasiadis Jan Benzien Franz Anton                                       | 106,71  | Česko Stanislav Ježek Jan Mašek Michal Jáně                                             | 110,67 |
| kánoe C2        | Slovensko Pavol Hochschorner Peter Hochschorner                                                   | 105,35 | Francie Denis Gargaud Chanut Fabien Lefèvre                                            | 109,00  | Spojené království David Florence Richard Hounslow                                      | 109,36 |
| kánoe C2 hlídky | Francie Denis Gargaud Chanut/Fabien Lefèvre Gauthier Klauss/Matthieu Péché Pierre Picco/Hugo Biso | 124,90 | Česko Jaroslav Volf/Ondřej Štěpánek Tomáš Koplík/Jakub Vrzáň Lukáš Přinda/Jan Havlíček | 125,70  | Německo Kai Müller/Kevin Müller Robert Behling/Thomas Becker David Schröder/Frank Henze | 126,78 |
| kajak K1        | Daniele Molmenti (ITA)                                                                            | 91,00  | Vavřinec Hradilek (CZE)                                                                | 91,56   | Jure Meglič (SLO)                                                                       | 93,74  |
| kajak K1 hlídky | Německo Alexander Grimm Fabian Dörfler Hannes Aigner                                              | 101,80 | Francie Pierre Bourliaud Boris Neveu Fabien Lefèvre                                    | 102,92  | Itálie Daniele Molmenti Diego Paolini Stefano Cipressi                                  | 103,55 |

## Ženy
| Závod           | Zlato                                                     | Zlato  | Stříbro                                                              | Stříbro | Bronz                                                    | Bronz  |
| --------------- | --------------------------------------------------------- | ------ | -------------------------------------------------------------------- | ------- | -------------------------------------------------------- | ------ |
| kánoe C1        | Jana Dukátová (SVK)                                       | 125,71 | Leanne Guineaová (AUS)                                               | 131,90  | Jessica Foxová (AUS)                                     | 134,18 |
| kajak K1        | Corinna Kuhnleová (AUT)                                   | 102,64 | Jana Dukátová (SVK)                                                  | 107,73  | Violetta Oblingerová-Petersová (AUT)                     | 110,06 |
| kajak K1 hlídky | Česko Štěpánka Hilgertová Irena Pavelková Marie Řihošková | 126,23 | Německo Jennifer Bongardtová Jasmin Schornbergová Melanie Pfeiferová | 131,42  | Slovinsko Eva Terčeljová Nina Mozetičová Urša Krageljová | 136,11 |

## Česká výprava
Českou výpravu tvořilo 12 mužů a 5 žen:
- Jan Havlíček – C2 (23. místo), C2 hlídky (stříbro)
- Luboš Hilgert – K1 (11. místo), K1 hlídky (15. místo)
- Štěpánka Hilgertová – K1 (17. místo), K1 hlídky (zlato)
- Kateřina Hošková – C1 (11. místo)
- Vavřinec Hradilek – K1 (stříbro), K1 hlídky (15. místo)
- Michal Jáně – C1 (4. místo), C1 hlídky (bronz)
- Stanislav Ježek – C1 (28. místo), C1 hlídky (bronz)
- Anna Kašparová – C1 (19. místo)
- Tomáš Koplík – C2 (4. místo), C2 hlídky (stříbro)
- Jan Mašek – C1 (31. místo), C1 hlídky (bronz)
- Irena Pavelková – K1 (15. místo), K1 hlídky (zlato)
- Lukáš Přinda – C2 (23. místo), C2 hlídky (stříbro)
- Vít Přindiš – K1 (16. místo), K1 hlídky (15. místo)
- Marie Řihošková – K1 (7. místo), K1 hlídky (zlato)
- Ondřej Štěpánek – C2 (28. místo), C2 hlídky (stříbro)
- Jaroslav Volf – C2 (28. místo), C2 hlídky (stříbro)
- Jakub Vrzáň – C2 (4. místo), C2 hlídky (stříbro)